# Taumako
Taumako es la mayor de las islas Duff. La isla, de 5,7 km de longitud, tiene unas costas empinadas y con fuerte pendiente, llegando a alcanzar los 400 metros sobre el nivel del mar. Está compuesta de lavas basálticas y piroclasticas como el resto de las islas del archipiélago.
Los habitantes de las islas Duff son polinesios, y su lenguaje, el pileni, forma parte de la rama de las lenguas samoicas, dentro de las lenguas polinesias. En las islas Duff viven unas 439 personas (según el censo de 1999). Las islas fueron colonizadas por los lapitas sobre el año 900 a. C. A estos les siguieron los colonos melanesios, y finalmente, a mediados de los años 1400 llegaron los colonos polinesios.
La pesca y la agricultura de subsistencia es el modo de vida tradicional. La isla no tiene carreteras, aeropuerto, teléfonos o electricidad. El contacto con el exterior se logra mediante radios con batería y el barco de carga que llega a la isla ocasionalmente.

## Navegación tradicional
Estudios realizados por David Henry Lewis y Marianne George pusieron de manifiesto que las técnicas tradicionales polinesias de navegación aún se preservan en estas islas. Los habitantes de Taumako son los constructores de una de las proas, un tipo de embarcación de Oceanía, más antiguas documentadas llamada Te Puke y conocida por los occidentales como Tepukei.